# Åkerholme

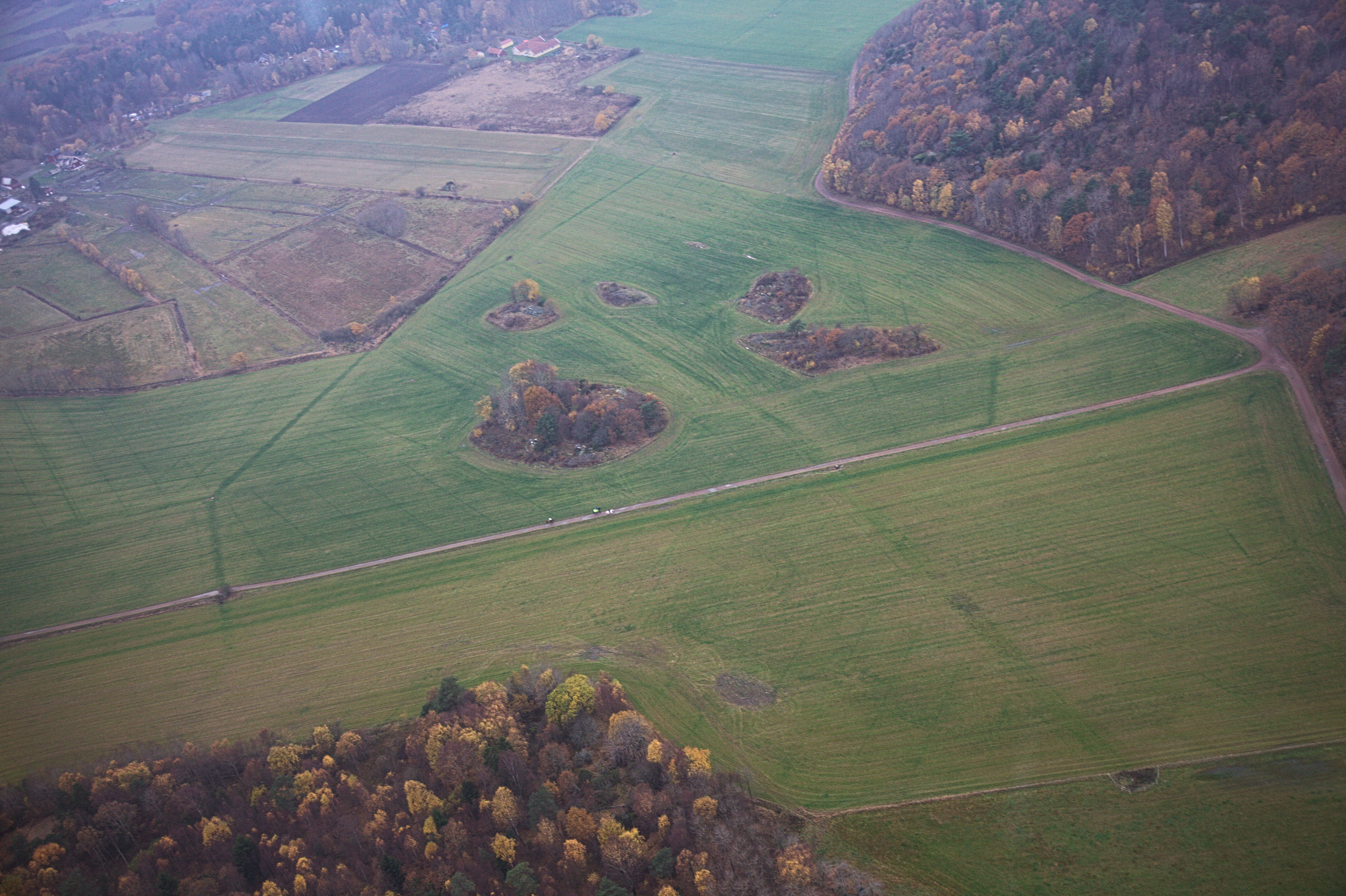
Odlingslandskap utanför Göteborg. I bildens mitt syns flera åkerholmar.

En åkerholme är ett mindre område naturmark som omges av kultiverad mark i någon form. 
På jordbruksmark skiljs åkerholmen från odlingsröset genom att åkerholmen normalt är markfast, medan odlingsröset utgörs av en ansamling av flyttbara stenar, även om ett odlingsröse mycket väl kan vara beläget på en åkerholme.

## Sverige
I Sverige definieras begreppet i förordningen (1998:1252) om områdesskydd enligt miljöbalken m m som en holme av natur- eller kulturmark, med en areal av högst 0,5 hektar och som omges av åkermark eller kultiverad betesmark.